# (3167) Babcock
(3167) Babcock (1955 RS) – planetoida z grupy pasa głównego asteroid okrążająca Słońce w ciągu 4,05 lat w średniej odległości 2,54 au. Odkryta 13 września 1955 roku.